# Adalberto de Prusia (1811-1873)
Enrique Guillermo Adalberto de Prusia (en alemán, Heinrich Wilhelm Adalbert von Preußen; Berlín, 29 de octubre de 1811-Karlsbad, 6 de junio de 1873) fue un príncipe de Prusia. Era hijo del príncipe Guillermo de Prusia y de la landgravina María Ana de Hesse-Homburg. Fue un teórico naval y almirante. Fue instrumental durante las Revoluciones de 1848 en la fundación de la primera flota unificada alemana, la Reichsflotte. Durante la década de 1850 ayudó a la fundación de la Marina Prusiana.

## Biografía
Adalberto era el hijo del príncipe Guillermo, el hermano menor del rey Federico Guillermo III.
Como hombre joven, Adalberto entró en el Ejército prusiano y sirvió en artillería. Varios viajes le llevaron entre 1826 y 1842 a los Países Bajos, Gran Bretaña, Rusia, Turquía, Grecia y Brasil. Reconoció durante sus muchos viajes marinos la importancia del poder marítimo para las naciones comerciales e industriales modernas. Estudió con detalle la teoría de la guerra naval y en 1835-36 escribió un primer plan para la construcción de una flota prusiana. Prusia en ese tiempo era una potencia terrestre centrada en la Europa Continental, sin posesión prácticamente de una armada propia; confiada, más bien, en las potencias aliadas de Gran Bretaña, los Países Bajos, y Dinamarca. Durante la primera guerra de Schleswig de 1848-51, sin embargo, se hizo patente el fracaso de esta estrategia: Gran Bretaña y los Países Bajos permanecieron neutrales y Dinamarca se convirtió en el enemigo. En pocos días, la marina danesa hubo destruido el comercio marítimo alemán en el mar del Norte y el Báltico.
Durante las Revoluciones de 1848, la Asamblea Nacional alemana, reunida en la Iglesia de San Pablo de Fráncfort, resolvió con "una mayoría clara bordeando la unanimidad" establecer una flota alemana Imperial y nombró al príncipe Adalberto para liderar la Comisión Técnica Marítima. Presentó sus recomendaciones en un "Memorándum para la Construcción de una Flota Alemana" (Denkschrift über die Bildung einer deutschen Flotte) (Potsdam, 1848). En este memorándum, todavía muy influenciado por sus visiones de estrategia naval, Adalberto distinguió entre tres modelos de flota:
- Una fuerza naval destinada únicamente a acciones defensivas en relación con la defensa costera;
- Una fuerza naval ofensiva destinada a la defensa nacional, y para la protección del comercio; o
- Una potencia naval independiente.

Adalberto era favorable a la solución media, porque no provocaría a las grandes potencias marítimas (como Gran Bretaña), pero proporcionaría a la Marina alemana un significativo valor como aliado.
En 1849 su primo, el rey Federico Guillermo IV, ordenó a Adalberto renunciar a su puesto en la incipiente Marina Imperial. El reaccionario monarca desconfiaba de la Asamblea Nacional debido a su naturaleza revolucionaria, y ya había rechazado su ofrecimiento de asumir la corona alemana imperial. A pesar del revés, Adalberto continuó dando apoyo activo a la construcción de una flota.
En 1852, Adalberto argumentó que Prusia necesitaba construir una base naval en el mar del Norte. Arregló el Tratado de Jade del 20 de julio de 1853, en el que Prusia y el Gran Ducado de Oldemburgo conjuntamente se retiraban de un región en la margen oeste de la bahía de Jade, donde a partir de 1854 en adelante Prusia estableció la fortaleza, base naval y ciudad de Wilhelmshaven.
El 30 de marzo de 1854, Adalberto fue nombrado Almirante de la Costa Prusiana y Comandante en Jefe de la Marina. En el verano de 1856, durante un crucero de entrenamiento de navíos prusianos, fue disparado por piratas ante la Costa del Rif de Marruecos, donde fue herido. Durante la segunda guerra de Schleswig de 1864, comandó el Escuadrón del Báltico, sin poder tomar un papel activo en la guerra.
Después de la guerra franco-prusiana de 1870-1871, que llevó a la creación del Imperio alemán, Adalberto renunció a su título de "príncipe almirante" y se retiró de la ahora renombrada Marina Imperial. Murió dos años más tarde de una enfermedad hepática en Karlsbad.
Adalberto estuvo casado con la bailarina Therese Elssler (Frau von Barnim); su único hijo, Adalbert v. Barnim (n. 1841), murió en 1860 durante una expedición en el Nilo.

## Títulos y tratamientos
Esta tabla aún no está actualizada. Puedes contribuir aportando información sobre títulos y tratamientos de esta persona.

## Honores
Recibió las siguientes órdenes y condecoraciones:
- Reino de Prusia:
  - Caballero del Águila Negra, 29 de octubre de 1821;[3] con Collar, 1829
  - Pour le Mérite (militar), 31 de julio de 1866[4]
  - Gran Cruz del Águila Roja, con Hojas de Roble y Espadas en Anillo
  - Caballero de la Corona Prusiana, 1ª Clase con Espadas
  - Cruz de Gran Comandante de la Real Orden de Hohenzollern
  - Cruz de Hierro, 1ª Clase
  - Cruz al Servicio
- Hohenzollern: Cruz de Honor de la Principesca Orden de Hohenzollern, 1ª Clase con Espadas
- Reino de Hannover:[5]
  - Gran Cruz de la Real Orden Güélfica, 1832
  - Caballero de San Jorge, 1847
- Electorado de Hesse: Caballero del León Dorado
- Ducados ascanios: Gran Cruz de Alberto el Oso, 29 de noviembre de 1854[6]
- Gran Ducado de Baden:[7]
  - Caballero de la Orden de la Fidelidad, 1852
  - Gran Cruz del León de Zähringen, 1852
- Bélgica: Gran Cordón de la Orden de Leopoldo (militar), 25 de abril de 1867[8]
- Reino de Baviera:
  - Caballero de San Huberto, 1849[9]
  - Gran Cruz de la Orden del Mérito Militar
- Imperio del Brasil: Gran Cruz de la Cruz del Sur
- Reino de Grecia: Gran Cruz del Redentor
- Gran Ducado de Hesse:
  - Gran Cruz de la Orden de Luis, 8 de abril de 1841[10]
  - Cruz del Mérito Militar
- Principado de Lippe: Medalla del Mérito Militar
- Mecklemburgo:
  - Gran Cruz de la Cororna Wéndica, con Corona en Mineral
  - Cruz del Mérito Militar , 1ª Clase (Schwerin)
  - Cruz por Distinción en Guerra (Strelitz)
- Países Bajos: Gran Cruz del León Neerlandés
- Imperio austríaco:
  - Cruz del Mérito Militar, con Condecoración de Guerra
  - Gran Cruz de San Esteban
- Gran Ducado de Oldemburgo: Gran Cruz de la Orden del Duque Pedro Federico Luis, con Corona Dorada, 21 de agosto de 1854[11]
- Reino de Portugal: Gran Cruz de la Torre y la Espada
- Imperio ruso:
  - Caballero de San Andrés
  - Caballero de San Alejandro Nevski
  - Caballero del Águila Blanca
  - Caballero de Santa Ana, 1ª Clase
  - Caballero de San Estanislao, 1ª Clase
  - Caballero de San Jorge, 4ª Clase
- Sajonia-Weimar-Eisenach: Gran Cruz del Halcón Blanco
- Reino de Wurtemberg: Gran Cruz de la Corona de Wurtemberg, 1864[12]